# Национальный политехнический музей
Национальный политехнический музей (болг. Национален политехнически музей) — музей науки, расположенный в городе София, Болгария.

## История
Национальный Политехнический музей был основан 13 мая 1957 года. указом Совета Министров республики. Он работает под началом болгарской Академии наук. В 1968 году был объявлен национальным музеем.
С 1992 года музей располагается в здании, ранее использовавшемся для музея Георгия Димитрова. Здание музея было полностью отремонтировано в 2012 году, на что было затрачено 640,000 лев (326,000 евро). Национальный Политехнический музей регулярно принимает участие в акции ночь в музее.
Одним из основных направлений деятельности Национального Политехнического музея и его филиалов являются образовательные программы в области физики, химии, музыки. Музей работает в партнерстве с Министерством образования и науки, Болгарской академией наук, Софийским университетом, с неправительственными организациями — Союзом физиков Болгарии, Союзом химиков, Союзом ученых Болгарии и др.

## Экспозиция

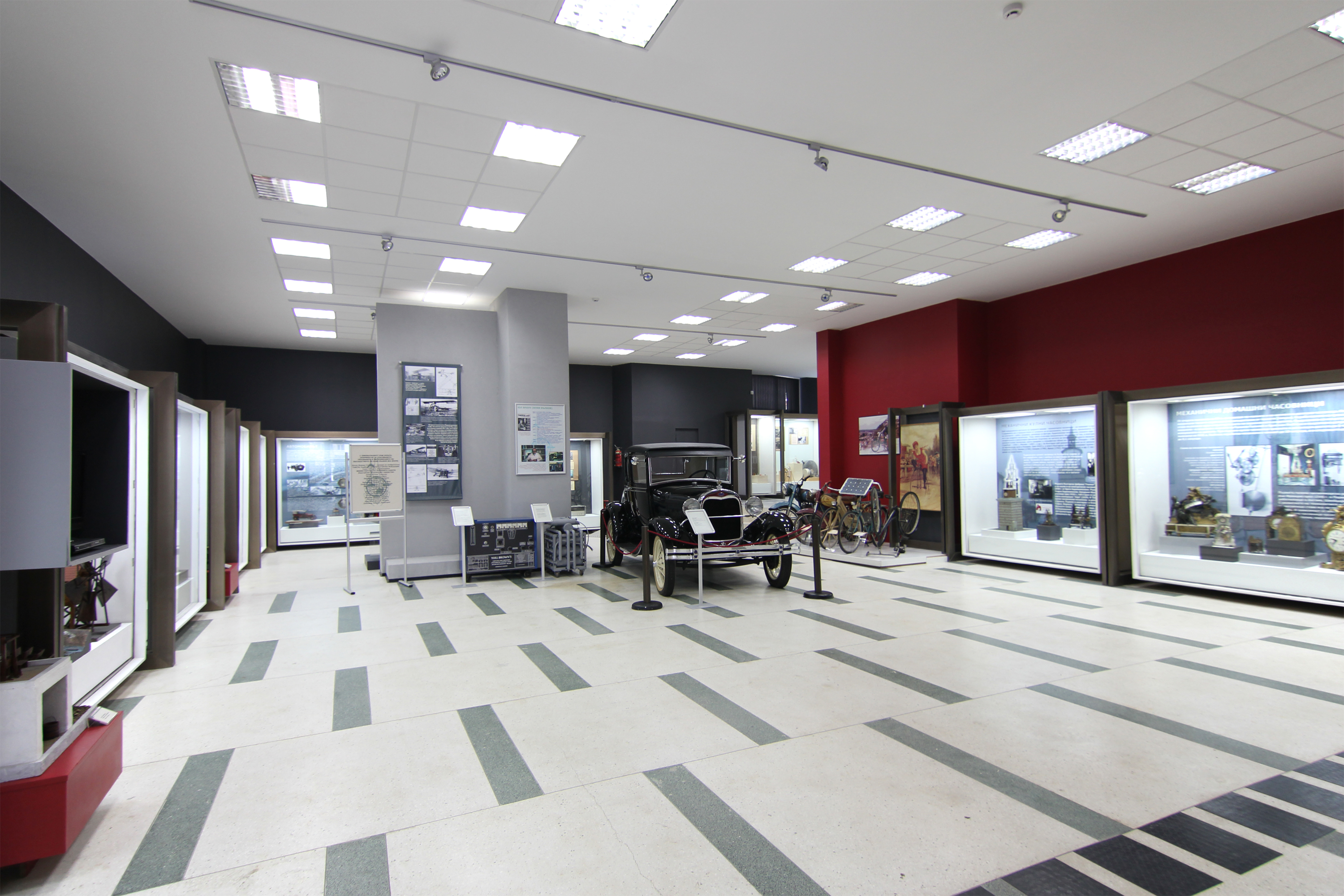
Национальный политехнический музей — интерьер

Экспозиция болгарского музея схожа с экспозицией Московского политехнического музей. Болгарский музей имеет коллекцию из более чем 22 000 предметов, но только около 1000 из них находятся в его постоянной экспозиции. Коллекции включают библиотеку с более чем 12000 книг и журналов и архив, насчитывающий около 2000 документов. Постоянные коллекции включат в себя разделы: приборы для измерения времени, транспорт, техника фотографий и кино, оптика, аудиотехника, техника радио и телевидения, вычислительная техника, аппаратура связи и другие.
Среди экспонатов музея:
- Автомобили Форд Модель А (1928), Фиат 509, Татра 97 и Мессершмитт KR200;
- Передающее оборудование компании Creed & Company, радио-и телеаппаратура компаний Телефункен (Telefunken), Блаупункт (Blaupunkt) и др.;
- Электронные калькуляторы, в том числе болгарского производства фирмы Элка 22 (1965) и Pravetz computers (1980);
- Приборы для космических спутников и космическое питание космонавтов;
- Пианино болгарского производства и другие.

## Доступность

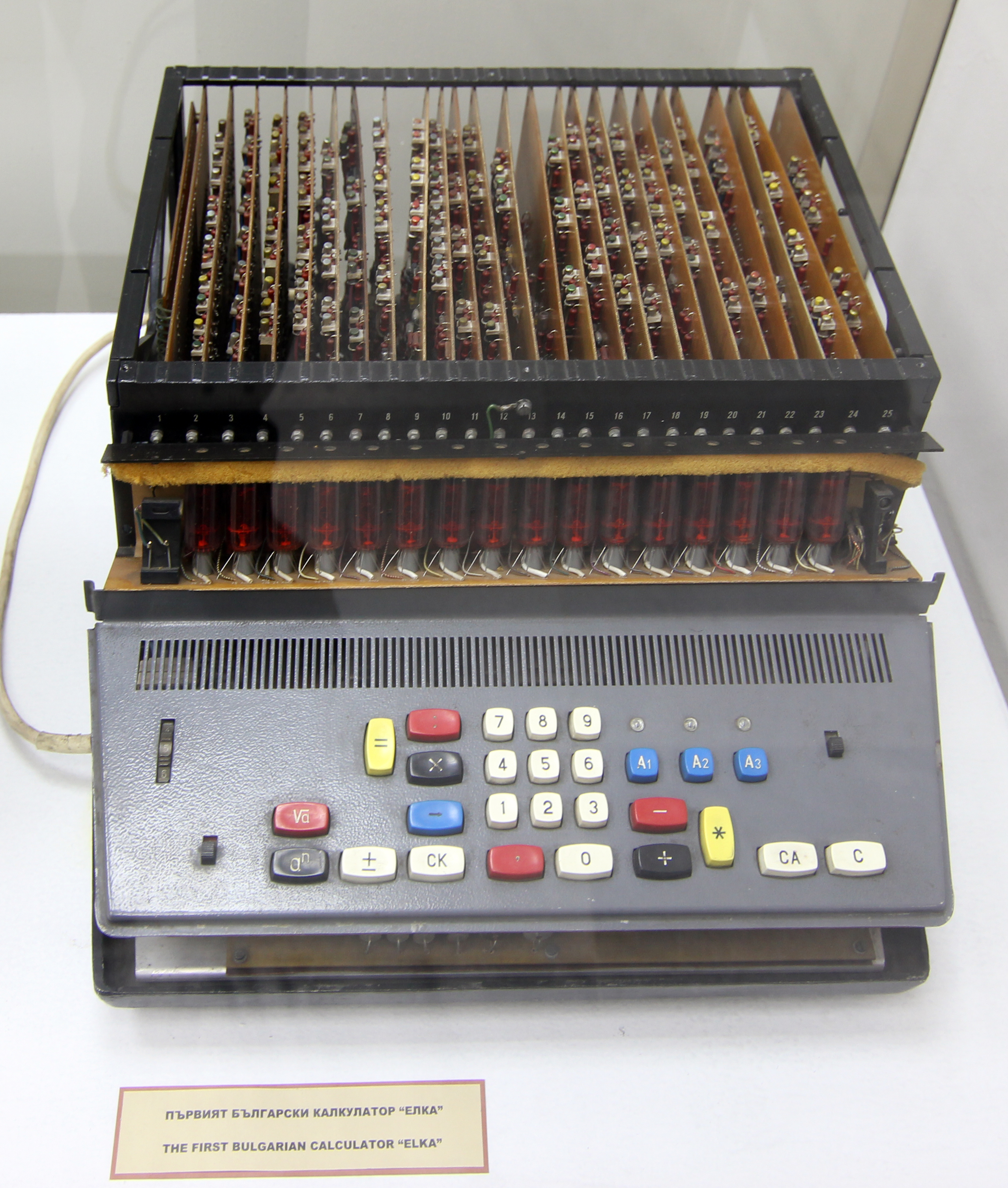
Первый болгарский калькулятор. 1965 г.

Музей расположен по адресу: улица Ополченска д. 66. Открыт с понедельника по субботу с 9 до 17 часов. Стоимость колеблется от 1 до 7 левов; стоимость экскурсий — 10 или 15 левов (для групп более 10 человек).

## Филиалы
Национальный Политехнический музей имеет три филиала за пределами Софии. Одним филиалом является ГЭС в городе Панчарево. Это первая электростанция, производящая электричество в Юго-Восточной Европе. Она начала функционировать 1 ноября 1900 года для нужд трамвайной системы Софии, уличного освещения и других отраслей. В 1986 году ГЭС была объявлена объектом культурного значения и прекратила свою работу. Два других филиала находятся в текстильном музее в Сливене, в котором представлена история текстильного производства в Болгарии на протяжении веков и во дворце физики в Казанлыке.

## Примечание
1. ↑  Националният политехнически музей празнува рожден ден в нощта на петък, 13-и. Vesti (13 мая 2005). Дата обращения: 9 марта 2013. Архивировано из оригинала 20 января 2012 года.
2. 1 2  История. National Polytechnical Museum (4 марта 2006). Дата обращения: 9 марта 2013. Архивировано из оригинала 7 апреля 2016 года.
3. ↑  Националният политехнически музей с обновена сграда за годишнината си. Darik News (12 января 2012). Дата обращения: 9 марта 2013. Архивировано 4 марта 2016 года.
4. ↑  Bulgaria to Go Sleepless on Sat to Celebrate Night of Museums. Novinite (18 мая 2012). Дата обращения: 16 марта 2013. Архивировано 15 апреля 2016 года.
5. ↑  Виртуална разходка. National Polytechnical Museum. Дата обращения: 15 марта 2013. Архивировано из оригинала 1 апреля 2016 года.
6. ↑  Информация за посещения. National Polytechnical Museum. Дата обращения: 16 марта 2013. Архивировано из оригинала 19 апреля 2016 года.
7. ↑  Старата юзина - ВЕЦ "Панчарево". National Polytechnical Museum. Дата обращения: 17 марта 2013. Архивировано из оригинала 19 апреля 2016 года.
8. ↑  Музей на текстилната индустрия – Сливен. National Polytechnical Museum. Дата обращения: 17 марта 2013. Архивировано из оригинала 1 апреля 2016 года.
9. ↑  Палата на физиката – Казанлък. National Polytechnical Museum. Дата обращения: 17 марта 2013. Архивировано из оригинала 19 апреля 2016 года.